# Hyposmocoma filicivora
Hyposmocoma filicivora là một loài bướm đêm thuộc họ Cosmopterigidae. Nó là loài đặc hữu của Oahu. Loài địa phương ở Konahuanui.
The larva constructs a flat case. Nó sống ở the hollows of dead treefern fronds.